# 159 a. C.
El año 159 a. C. fue un año del calendario romano prejuliano. En el Imperio romano, fue conocido como el año 595 Ab Urbe condita.

## Acontecimientos
- Con la victoria seléucida en Judea sobre los Macabeos, Alcimo se restablece como el sumo sacerdote judío y una gran fuerza es dejada en Jerusalén para apoyarlo. Sin embargo, él no disfrute su triunfo por mucho tiempo pues muere poco después de un ataque que lo paraliza.

## Nacimientos
- Publio Rutilio Rufo

## Fallecimientos
- Terencio

- Datos: Q44488